# Быстров, Георгий Васильевич
Гео́ргий Васи́льевич Быстро́в (эст. Georgi Bõstrov; 10 октября 1944 года, Печорский район, РСФСР — 15 октября 2015 года, Таллин, Эстония) — эстонский политический и общественный деятель, в 1996—2013 годы и в 2015 году мэр города Маарду, в 2013—2014 годах — председатель Городского собрания Маарду.

## Биография
Родился 10 октября 1944 года в Печорском районе Псковской области РСФСР.
Образование:
- в 1984 году окончил Таллинский Политехнический Институт году по специальности «Экономика и организация машиностроения»,
- в 1993 году окончил Санкт-Петербургский институт управления по специальности «Государственное и муниципальное управление»,
- в 2001 году окончил Московский государственный социальный университет по специальности «Правоведение».

Карьера:
- 1962—1963 годы — докер-механизатор в Таллинском порту;
- 1964 год — арматурщик в тресте «Таллинстрой»;
- 1964—1967 годы — срочная служба в Советской армии (Латвия, ракетные войска);
- 1968—1980 годы — электрик в серно-кислотном цехе Маардуского химзавода, служба в Советской армии (Каракумы, таллинский завод «Двигатель»), начальник отдела кадров Маардуского химзавода;
- 1980—1986 годы — директор Кохтла-Ярвеского Комбината коммунальных предприятий; заведующий отделом городского хозяйства г. Кохтла-Ярве;
- 1986—1988 годы — начальника комплекса социально-бытового обеспечения Новоталлинского порта, председатель профсоюзного комитета Новоталлинского порта;
- 1988—1993 годы — председатель Маардуского исполкома, председатель Маардуского городского совета;
- 1993—1996 годы — исполнительный директор АО «Вудинк» (эст. AS Vudink);
- 1996—2013 годы, 2015 год — мэр города Маарду;
- с 2000 года — член Международной Ассоциации мэров северных городов мира, затем её вице-президент;
- член союза городов Балтийского моря, член союза городов уезда Харьюмаа, член Союза городов Эстонии.

Состоял в рядах КПСС.

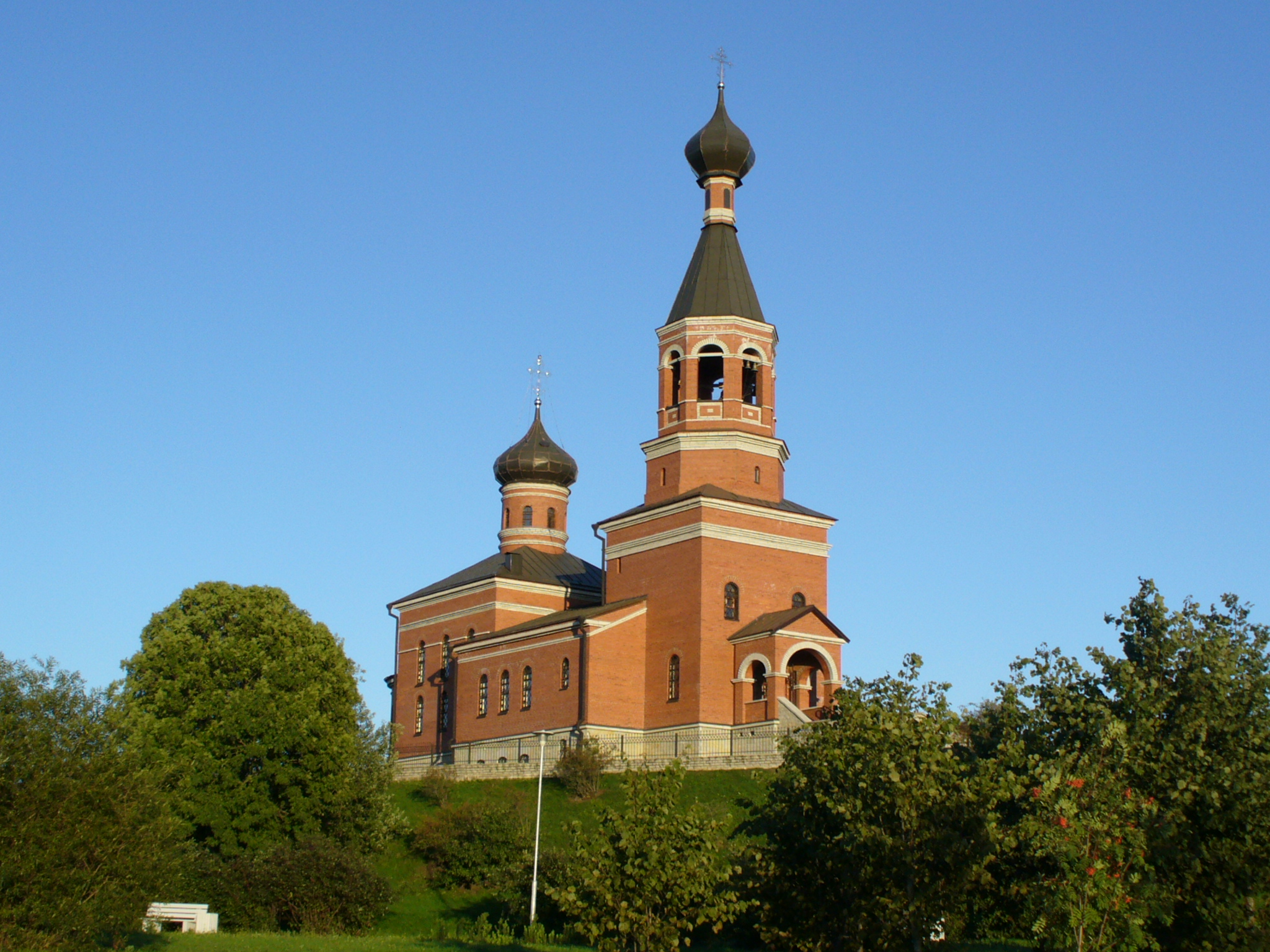
Храм Архангела Михаила в Маарду

В июне 1998 года усилиями Г. В. Быстрова и С. И. Стеклова (впоследствии — многолетнего старосты Маардуского прихода) в Маарду была построена единственная православная церковь города — храм Архангела Михаила. Деньги на храм выделили жители и предприниматели города, а также правительство Москвы в лице тогдашнего мэра Ю. М. Лужкова и его команды.
За годы работы Г. В. Быстрова на посту мэра из серого промышленного придатка Таллина Маарду превратился в ухоженный и цветущий самостоятельный город. Велась активная работа по благоустройству и озеленению города, реновация городских коммуникаций, детских садов и школы, Центра досуга, спортивных объектов; открывались новые автобусные маршруты, связывавшие Маарду с Таллином; были заложены и постоянно развивались традиции проведения знаменитых маардуских праздников: масленицы, осенней и весенней ярмарок, Дня города, Дня знаний. Бессменного маардуского мэра часто сравнивали с Юрием Лужковым.
По словам людей, работавших с Георгием Быстровым, у него был свой собственный стиль руководства, который поначалу казался советским, но на поверку очень индивидуальным. Он был честным и принципиальным руководителем, умел слушать и слышать собеседника, принимать правильные решения даже в непростых ситуациях, последовательно их осуществлять, а главное — в каждом случае смело брал на себя всю полноту ответственности за принятые решения. Георгий Быстров не признавал мелочей, каждый аспект городской жизни был для него одинаково важен.
В 2004 году Общественно-политический форум по выдвижению единого кандидата от русскоязычного населения Эстонии на выборы в Европейский Парламент избрал Г. Быстрова кандидатом в Европарламент. На выборах он набрал 6183 голоса. Обещал, что, будучи избранным, будет ходатайствовать о получении русским языком официального статуса в Европейском Союзе.
На выборах в Рийгикогу в 2007 году баллотировался первым номером от Конституционной партии и, набрав 848 голосов, в эстонский парламент не прошёл.
В 2009 году возглавил список кандидатов в Европарламент от Объединённой левой партии Эстонии.
В 2010 году был избран представителем Балтийских стран в Международном совете российских соотечественников.
В 2011 году баллотировался в Рийгикогу первым номером в списке Народного союза от 2-го избирательного округа (таллинские районы Кесклинн, Ласнамяэ и Пирита) и, набрав 204 голоса, избран не был.
В последние годы жизни — Почётный председатель Объединенной левой партии Эстонии.
На заседании городского собрания Маарду, прошедшем 27 января 2015 года, депутаты выразили полный вотум доверия действующему председателю Горсобрания Георгию Быстрову, избрав его мэром города.
Последней не претворённой в жизнь мечтой Г. В. Быстрова было строительство в Маарду дома культуры и красивого парка отдыха. Он также хотел построить в городе детский сад, спортивный комплекс, начальную школу в микрорайоне Мууга и современную пляжную зону на озере Маарду. Детский сад «Мууга» был построен к осени 2018 года.
Скоропостижно скончался 15 октября 2015 года на деловой встрече в Таллине. Похоронен на таллинском кладбище Пярнамяэ.
17 июля 2017 года в парке Келламяэ города Маарду был торжественно открыт памятник Г. В. Быстрову (автор — Александр Литвинов).

## Награды и звания
- медаль «За трудовую доблесть»,
- 1999 — Орден Преподобного Сергия Радонежского III степени,
- Орден Святого Константина Великого,
- знак «За заслуги» уезда Харьюмаа,
- 2000 — Почётный гражданин города Маарду,
- 2003 — Почётная грамота Кабинета Министров Украины (21 октября 2003 года) — за значительный личный вклад в развитие украинско-эстонских отношений[23]
- 2008 — Почётная грамота Правительственной комиссии по делам соотечественников за рубежом[24].
- 2013 — Орден Священномученика Исидора III степени[5][8][10].

## Высказывания
- «Свою задачу на посту мэра вижу в том, чтобы положить конец безразличию и отчужденности городских управленцев к человеку труда»[5].
- «Мое жизненное кредо — не обещать того, что не можешь выполнить, а, пообещав, — сделать»[5].
- «Считаю, что пора прекратить порочную либеральную практику, когда экономика страны целиком подчинена достижению макроэкономических показателей в угоду европейским директивам в ущерб подавляющему большинству жителей страны»[5].
- «Думаю, что жизнь моя состоялась и жалеть мне особенно не о чем. И, тем не менее, если бы пришлось начать жизнь сначала, не хотел бы пройти ее повторно, под копирку, а постарался бы в большей степени реализовать свои способности, не повторить ошибок, сделанных по неопытности и вследствие плохого знания жизни»[5].

## Семья
Жена — Людмила Ивановна Быстрова. Сын — Виталий Георгиевич Быстров (1970—1994).

## Увлечения
В молодости занимался занимался классической борьбой и тяжёлой атлетикой. Любимым занятием была рыбалка. Ходил с альпинистами в горы, в последний раз — в итальянские Альпы в 2010 году.